# Ageniaspis striatithorax
Ageniaspis striatithorax är en stekelart som först beskrevs av Girault 1932.  Ageniaspis striatithorax ingår i släktet Ageniaspis och familjen sköldlussteklar. Inga underarter finns listade i Catalogue of Life.